# Ouest de Santa Catarina
La région ouest de Santa Catarina est l'une des six mésorégions de l'État de Santa Catarina. Elle regroupe 117 municipalités groupées en cinq microrégions. Elle recoupe les régions géographiques de l'« Ouest » et du « Centre-Ouest ».

## Données
La région compte 1 200 724 habitants en 2010 pour 27 370 km2.

## Subsivisions
La mésorégion ouest de Santa Catarina est subdivisée en 5 microrégions:
- Chapecó
- Concordía
- Joaçaba
- São Miguel do Oeste
- Xanxerê